# Dairoides
Famille
Genre
Dairoides est un genre de crabes, le seul de la famille des Dairoididae. Il comporte trois espèces.

## Liste des espèces
- Dairoides kusei (Sakai, 1938)
- Dairoides marginatus Stebbing, 1920
- Dairoides seafdeci Takeda & Ananpongsuk, 1991

## Référence
- Stebbing, 1920 : South African Crustacea. Part X of S.A. Crustacea, for the Marine Investigations in South Africa. Annals of the South African Museum, vol. 17, n. 4, p. 231–272.
- Števčić, 2005 : The reclassification of brachyuran crabs (Crustacea: Decapoda: Brachyura). Natura Croatica, vol. 14, Supplement 1, p. 1–159 (texte original).

## Sources
- Ng, Guinot & Davie, 2008 : Systema Brachyurorum: Part I. An annotated checklist of extant brachyuran crabs of the world. Raffles Bulletin of Zoology Supplement, n. 17 p. 1–286.
- De Grave & al., 2009 : A Classification of Living and Fossil Genera of Decapod Crustaceans. Raffles Bulletin of Zoology Supplement, n. 21, p. 1-109.